# Live at the Regal
Live at the Regal è un album live del celebre bluesman B.B. King, il primo live della sua discografia nonché il suo quarto in assoluto, pubblicato nel 1965 e registrato in una fredda serata del 21 novembre 1964 al celebre Regal Theatre di Chicago.
È considerato forse il migliore live di B.B. King, sicuramente il suo più famoso ed uno dei migliori di ogni tempo. All'epoca il quasi quarantenne blues boy era già considerato il "re del blues", come lo presentò il disc jockey Pervis Spann (annuncio presente nel disco). Il disco ebbe grande risonanza nel mondo blues e r&b.
L'album viene citato nel libro di Robert Dimery 1001 Albums You Must Hear Before You Die.

## Tracce
Introdotto da Pervis Spann
1. Every day i have the blues (Peter Chatman)
2. Sweet little angel (Riley B.King/Jules Taub)
3. It's my own fault (John Lee Hooker)
4. How blue can you get? (Leonard Feather/Jane Feather)
5. Please love me (Riley B.King/Jules Bihari)
6. Introdotto da E. Rodney Jones You upset me baby (Riley B.King/Jules Bihari)
7. Worry, worry (Plummer Davis/Jules Bihari)
8. Woke up this mornin' (Riley B.King/Jules Bihari)
9. You done lost your good thing now (Riley B.King/Joe Josea)
10. Help the poor (Charlie Singleton)

## Gruppo
- Kenneth Sands (Tromba)
- Johnny Board (Sax Tenore)
- Bobby Forte (Sax Tenore)
- Duke Jethro (Piano)
- Leo Lauche (Basso)
- Sonny Freemen (Batteria)